# Makawe maynei
Makawe maynei is een vlokreeftensoort uit de familie van de Talitridae. De wetenschappelijke naam van de soort is voor het eerst geldig gepubliceerd in 1909 door Charles Chilton.